# Molotok-41 ne répond plus
Molotok-41 ne répond plus est la dixième histoire des aventures de la série Buck Danny "Classic". Elle est publiée sous forme d'album en 2023. L'histoire est scénarisée par Frédéric Marniquet et Frédéric Zumbiehl, et dessinée par André Le Bras.

## Univers

### Résumé Détaillé
L'action du Molotok-41 ne répond plus se déroule en octobre 1958, c'est la seconde partie d’un diptyque entamé par Le Vol du Rapier.
En octobre 1958, Buck Danny poursuit à partir du porte-avions USS Forrestal une opération secrète afin de délivrer cinquante américains enlevés par l'URSS en 1951. Dans la mer de Barents, il s’apprête à lancer un Lockheed C-130 Hercules maquillé en Antonov 12 tandis que Sonny arrêté pour meurtre de sa fiancée est interrogé à Londres par le MI5.
Sur le Forrestal, Buck, Tumbler, Slim Holden, Harper et 10 soldats sont déguisés en uniformes de l'armée russe. Ils décollent en direction de la côte nord de Russie dans la région d'Indiga (Nénétsie) avec un code transpondeur du KGB pour tromper les contrôleurs. Ils rencontrent un Mig-19PM qui vient les contrôler. Slim le mitraille avec un Browning M2 à partir de la soute du C-130 et l'abat. Afin de ne pas alerter les contrôleurs russe, Harper leur déclare avoir vu un MiG-19 dont les moteurs fumaient. Mais l'alerte est lancée, le colonel Volochin (déjà vu dans l'album précédent) décolle de Nouvelle-Zemble pour une reconnaissance. Le C-130 coupe son transpondeur et vole au ras du sol en évitant la couverture radar en s'enfonçant vers le sud.
Trois heures plus tard, prenant l'indicatif Molotok-41, Harper demande à atterrir à la tour de contrôle de la base du KGB en prétextant une mission ultra top secrète. Harper se présente en tant que général Youri Asimov du KGB et présente un ordre de mission signé Khroutchev visant à déplacer les prisonniers américains sur une autre base. Apeuré, le général Vassili Petrov commandant de base fait venir les prisonniers et vérifie l'ordre de mission. Une vingtaine de prisonniers sont embarqués mais le général reconnait que leur appareil n'est pas un Antonov 12. Harper faisant croire à un nouveau prototype d'Ilyushin, le général monte à bord pour parler aux pilotes. Les russes sont maitrisés et Buck décide de décoller. Il y arrive de justesse malgré la piste barrée par un camion russe.
Au nord, le MiG-19 abattu a été retrouvé par l'armée russe, les impacts de balles déclenchent une alerte à l'avion intrus qui ne doit pas sortir de l'union soviétique. Buck prend la décision de partir vers le sud pour brouiller leurs ennemis puis retrouve Sam dans la soute.
Deux heures plus tard, ils atteignent la frontière Turkménistan/Iran où ils rencontrent dune patrouille de MiG-17P. Un des chasseurs touche un des moteurs de l'Hercules mais arrivant au-dessus de l'Iran la chasse est stoppée. Alerté, colonel Volochin part à leur poursuite.
Le moteur qui a pris feu ne s'éteint pas, buck fonce vers la frontière turque mais l'aile ne tient pas et le crash est inévitable dans la province du Khorassan au nord-est de l'Iran à 1200 km de la Turquie. Miss Lee et colonel Vassiliev, ancien agent du SMERSH sont mis au courant de la fuite du commando et de leur crash en Iran. Ils déploient alors leurs agents en Turquie pour les retrouver. Les rescapés du crash passent la nuit dans un caravansérail abandonné. Ils sont attaqués en pleine nuit par la bande de Soleimani, mais les américain sont lourdement armés et les bandits sont repoussés malgré sept morts. Le lendemain, Buck achète deux camions ZiS-5 à Bodjnourd puis le groupe part à l'ouest. Un T-33 iranien découvre l'épave du C-130, le caravansérail attaqué et les traces des camions ce qui est transmis aux espions du SMERSH mais également à ceux de l'ouest et un PBY Catalina parti de Chypre survole la Syrie en direction du groupe de Buck.
Les camions sont attaqués dans le désert par un hélicoptère Bell 47 de l'ex-SMERSH, mais celui-ci est abattu par l'aviation iranienne. C'est alors qu'un PBY piloté par Sonny atterrit près du convoi. Tous embarqués à bord, ils se dirigent vers la Turquie. Arrivés au-dessus de la mer de Marmara, ils sont attaqués par deux F-84 Thunderjet turques et amerrissent en urgence. Vassiliev prend le commandement d'une troupe d'assaut à bord de vedettes qui part vers les américains réfugiés sur un chalutier qui part en direction des Dardanelles afin de rejoindre l'USS Franklin D. Roosevelt en Mer Égée. De nouveau attaqués par les F-84 turques, le chalutier en feu débarque les américains à Gelibolu qui embarque alors à bord d'un camion vers l'aérodrome local poursuivi par les membres de l'ex-SMERSH, Vassilev et miss Lee. Ils empruntent un antique Junkers 52 de la Luftwaffe et se dirigent vers l'USS Roosevelt. Mais le colonel Volochin appuyé par deux MiG-19PM bulgares leur barre la route. C'était sans compter sur le Rapier qui abat Volochin et accompagne le Junkers jusqu'au porte-avions.
Le groupe panse ses plaies mais Sonny veut toujours sa vengeance pour la mort de Moira. Peu après Nigel Baxter du MI6 lui envoie des photos de Vassiliev mort pendant que Miss Lee fête sa promotion en tant que leader des ex-SMERSH.

### Avions
- North American XF-108 Rapier

### Personnages
- Miss Lee, aperçue dans La Revanche des Fils du Ciel et L'Île du Diable.